# Onorificenze dei regni di Serbia e Jugoslavia
Elenco delle onorificenze e degli ordini di merito e cavallereschi distribuiti dal Regno di Serbia, inglobato poi nel più vasto regno di Jugoslavia.
Con la caduta del regime monarchico la concessione di medaglie ed onorificenze appartenenti al periodo regio è cessata, sebbene continui a sopravvivere la concessione degli ordini di collazione familiare in forma privata.

## Principato di Serbia, Regno di Serbia e poi Regno di Jugoslavia

### Ordini cavallereschi
| nastro | Onorificenza                           |
| ------ | -------------------------------------- |
|        | Ordine del Santo Principe Lazzaro      |
|        | Ordine di Milosh il Grande             |
|        | Ordine di Takovo                       |
|        | Ordine dell'Aquila Bianca di Serbia    |
|        | Ordine di San Sava                     |
|        | Ordine della Stella dei Karageorgevich |
|        | Ordine della Corona di Jugoslavia      |

### Medaglie di benemerenza
| nastro | Onorificenza                                                              |
| ------ | ------------------------------------------------------------------------- |
|        | Medaglia al valore                                                        |
|        | Medaglia al servizio meritevole nella guerra del 1876-1878                |
|        | Croce della Croce Rossa serba (1877)                                      |
|        | Croce civile per uomini della Croce Rossa serba (1882)                    |
|        | Croce militare per uomini della Croce Rossa serba (1882)                  |
|        | Medaglia al servizio della Casa Reale degli Obrenovich                    |
|        | Medaglia al servizio della Casa Reale degli Karageorgevich                |
|        | Medaglia dell'elezione di Pietro I                                        |
|        | Croce di Clemenza                                                         |
|        | Medaglia per virtù militare                                               |
|        | Medaglia al merito civile                                                 |
|        | Medaglia al coraggio                                                      |
|        | Medaglia al servizio meritevole del 1913                                  |
|        | Medaglia commemorativa civile della guerra serbo-turca del 1876-1878      |
|        | Medaglia commemorativa militare della guerra serbo-turca del 1876-1878    |
|        | Croce commemorativa della guerra serbo-bulgara del 1885-1886              |
|        | Medaglia commemorativa del 40º anniversario dell'Assemblea di Sant'Andrea |
|        | Medaglia commemorativa della guerra serbo-turca del 1912                  |
|        | Medaglia commemorativa della guerra serbo-bulgara del 1913                |
|        | Medaglia commemorativa della ritirata dall'Albania                        |